# Henry St. John, 1. Viscount Bolingbroke

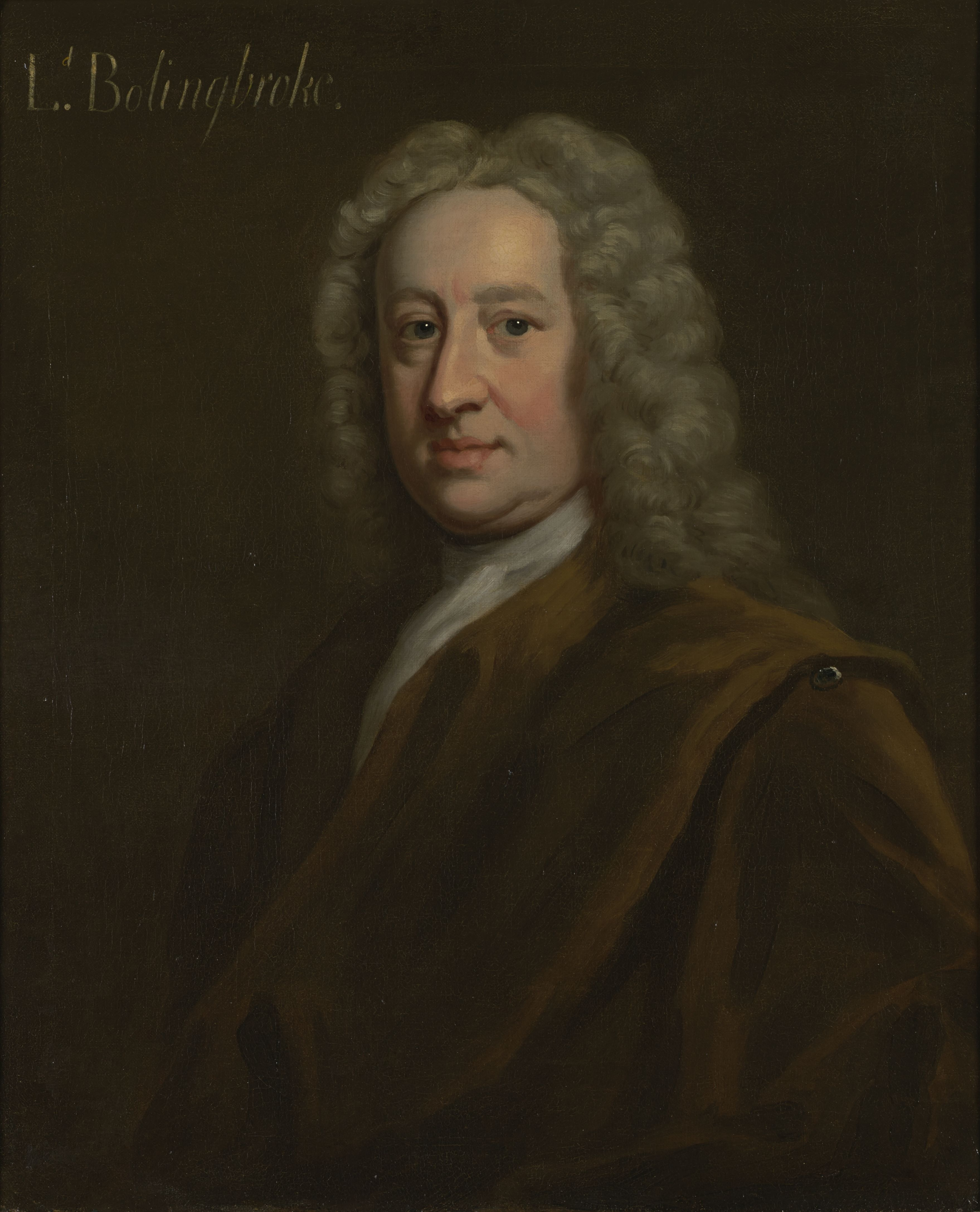
Henry St. John, 1. Viscount Bolingbroke, um 1735

Henry St. John, 1. Viscount Bolingbroke (* 16. September 1678 in Lydiard Tregoze, Wiltshire; † 12. Dezember 1751 in Battersea, Surrey), war ein britischer Politiker und Philosoph im Zeitalter der Aufklärung. Der Nachname St. John wird [ˈsɪnd͡ʒən] ausgesprochen, der Titel Bolingbroke [ˈbʊlɪŋbrʊk] oder [ˈbɒlɪŋbrʊk].

## Jugend und Familie
Er war der älteste Sohn von Sir Henry St. John, 4. Baronet, aus dessen erster Ehe mit Lady Mary Rich, Tochter des Robert Rich, 3. Earl of Warwick. 1716 wurde sein Vater zum Viscount St. John erhoben. Er besuchte zunächst das Eton College und studierte dann an der University of Oxford. In der Folgezeit führte er zunächst das Leben eines extravaganten Müßiggängers. 1700 heiratete er Frances Winchcombe, die Tochter von Sir Henry Winchcombe, 2. Baronet, ohne dass dies Auswirkungen auf seinen Lebensstil hatte. Die Ehe blieb kinderlos.
Nach dem Tod seiner ersten Frau heiratete er 1720 im französischen Exil nochmals, Marie Claire Deschamps de Marcilly, die Witwe des Marquis de Villette; auch aus dieser Ehe gingen keine Kinder hervor.

## Minister unter Königin Anna
Im Jahr 1701 wurde St. John als Abgeordneter der Tories für das Borough Wootton Bassett in Wiltshire Mitglied des Unterhauses. Er wurde mehrfach wiedergewählt, behauptete dieses Mandat bis 1710 und war anschließend bis 1712 Abgeordneter für das County Berkshire. Relativ rasch gelang es ihm, Einfluss auf die Politik seiner Partei zu nehmen. Trotz seiner Parteizugehörigkeit verschaffte ihm John Churchill, 1. Duke of Marlborough, 1704 den Posten eines Secretary at War, der für Verwaltung und Organisation des Heeres zuständig war. Auf Druck der Whig-Partei musste er dieses Amt 1708 wieder aufgeben.
Vorübergehend zog sich St. John in das Privatleben zurück und betrieb wissenschaftliche Studien. Allerdings pflegte er weiterhin seine gesellschaftlichen Beziehungen am Hof und zu Königin Anne selbst. Dies führte 1710 dazu, dass ihm das zweithöchste Ministeramt, nämlich dasjenige eines Secretary of State for the Northern Department mit einer Zuständigkeit für Schottland und den Norden Englands sowie die Beziehungen zu den protestantischen Staaten, übertragen wurde. In dieser Funktion war er maßgeblich am Zustandekommen des Friedens von Utrecht von 1713 beteiligt. Dieser Friedensschluss beendete den Spanischen Erbfolgekrieg. Großbritannien erhielt dabei insbesondere Flottenstützpunkte im Mittelmeer zugesprochen. 
1711 plante er die Québec-Expedition, einen Eroberungsfeldzug zu Lande und zu Wasser gegen die Stadt Québec in Neufrankreich. Die Expedition endete in einer Katastrophe, als acht Schiffe im Sankt-Lorenz-Strom kenterten; dabei verloren 890 Soldaten und Seeleute ihr Leben. Am 7. Juli 1712 wurden St. John trotz dieses Rückschlags die erblichen Adelstitel Viscount Bolingbroke, in the County of Lincoln, und Baron St. John, of Lydiard Tregoze in the County of Wilts, verliehen. Er wurde dadurch Mitglied des Oberhauses und schied aus dem Unterhaus aus. Da er kinderlos war, wurden ihm beide Titel mit dem besonderen Zusatz verliehen, dass sie in Ermangelung eigener Nachkommen auch an seinen Vater und seine Halbbrüder und deren Nachkommen vererbbar seien. Im selben Jahr wechselte er in das damals höchste Regierungsamt, des Secretary of State for the Southern Department. Gleichzeitig kam es zu immer stärkeren Differenzen mit Robert Harley, 1. Earl of Oxford and Mortimer, dem zweiten „Schwergewicht“ in der Regierung. Dieser wurde 1714 von St. John aus der Regierung gedrängt.
Das politische Überleben der Tory-Regierung ließ sich nach Meinung von St. John nach dem zu erwartenden Tod Königin Annas nur unter einem König aus dem Haus Stuart sichern. Er tat daher alles, um die Position James Francis Edward Stuarts (The Old Pretender) zu stärken. Den Einfluss der Whigs bekämpfte er durch einen Peerschub im Oberhaus und versuchte, auch im Unterhaus die Rolle der Torys zu stärken. Kurz vor dem Tod der Königin wurde Bolingbroke mit der Bildung einer neuen Regierung beauftragt. Ein Staatsstreich zu Gunsten der Stuarts scheiterte jedoch daran, dass das Privy Council, auf das er keinen Einfluss hatte, Georg I. aus dem Haus Hannover zum Nachfolger machte.

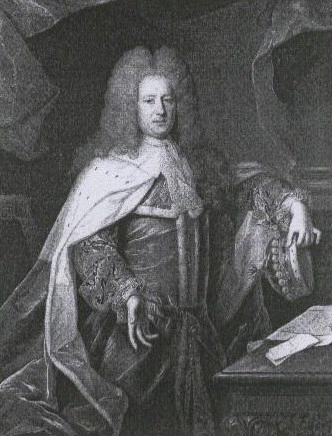
Henry St. John, 1. Viscount Bolingbroke, um 1712

## Exil und Opposition
St. John wurde umgehend nach Amtsantritt Georgs I. abgesetzt. Er floh nach Paris, nachdem die Angriffe gegen ihn und seine Politik zunahmen. Dort hatte er nachweislich Kontakte zu den Vordenkern der Aufklärung, auch nahm er regelmäßig an den samstäglichen Treffen im Club de l’Entresol teil. Als Unterstützer des erfolglosen Jakobitenaufstands wurde er in Großbritannien am 10. September 1715 vom Parlament wegen Hochverrats geächtet. Seine Adelstitel und Ländereien wurden dadurch von der Krone eingezogen. Der Old Pretender verlieh ihm daraufhin 1715 den (freilich in Großbritannien nicht anerkannten) Titel eines Earl of Bolingbroke. Nach mehreren vergeblichen Versuchen wurde St. John am 25. Mai 1723 begnadigt. Nachdem er am 31. Mai 1725 seine Besitzungen zurückerhielt, kehrte er nach England zurück. Seine Adelstitel aber wurden nur insoweit wiederhergestellt, dass sie bis zu seinem Tod ruhten, womit er seinen damit verbundenen Sitz im Oberhaus nicht zurückerhielt. Er blieb von jedem politischen Amt ausgeschlossen. Dafür machte er den Premierminister Robert Walpole verantwortlich, den er in zahlreichen, oft anonymen Schriften scharf angriff. Er gehörte zu den führenden Köpfen der Opposition („Country“-Partei), die sich in dieser Zeit erstmals als dauerhafte Gruppierung bildete und schließlich den Sturz Walpoles und der „Court-“Partei erreichte. St. John vertrat dabei als einer der ersten die These, dass sich jede Regierung mit zunehmender Amtsdauer verschleiße und schließlich an ihren Fehlern scheitern werde, wenn die Parlamentsminderheit diese Fehler nur offen anprangere und sich selbst den Wählern als unverbrauchte Alternative präsentiere.
Neben seiner Tätigkeit als Politiker war St. John auch ein politischer Autor der Aufklärung. Er stand in regelmäßigem Kontakt mit Voltaire, Alexander Pope und Jonathan Swift. Im Jahr 1738 entstanden seine Arbeiten über Parteien „Dissertation on parties“ und die  Vorstellung eines patriotischen Königs Idea of a patriot king. Die „Letters on the study of history“ (1752) (Briefe über das Studium der Geschichte) wurden als gefährlich für die etablierte Religion, den Staat und die Kirche von der großen Jury von Westminster verdammt. Seine Werke wurden insbesondere auch in den amerikanischen Kolonien gelesen. In der Forschung wurde sein Einfluss auf die amerikanischen Staatstheoretiker des 18. Jahrhunderts wie John Adams und Thomas Jefferson lange unterschätzt.
Beim Tod seines Vaters erbte er 1742 dessen Adelstitel als 5. Baronet, of Lydiard Tregoze in the County of Wilts. Von der Erbfolge auf dessen Titel als Viscount St. John war der bei dessen Verleihung 1716 geächtete St. John ausdrücklich ausgenommen worden, so dass dieser an seinen nächstjüngeren Halbbruder John St. John (um 1695–1749) als 2. Viscount St. John fiel. Als St. John selbst am 12. Dezember 1751 kinderlos starb, lebten seine Adelstitel wieder auf und fielen an den Sohn jenes Halbbruders, Frederick St. John, 3. Viscount St. John, als 2. Viscount Bolingbroke.